# Pla de Can Masponç
El Pla de Can Masponç és una plana agrícola del terme municipal de Bigues i Riells, al Vallès Oriental, en terres del poble de Bigues.
Està situat a la part central del terme, a llevant de Can Masponç, Can Roure i el Forn de Can Masponç, a la dreta del Tenes i del Torrent Masponç.
Deu el seu nom a la masia situada en el seu extrem de ponent: Can Masponç.